# СУ-122
СУ-122 — средняя по массе советская самоходно-артиллерийская установка (САУ) класса штурмовых орудий (с некоторыми ограничениями могла использоваться и в качестве самоходной гаубицы). Эта машина стала одной из первых разработанных в СССР САУ, принятых в крупносерийное производство. Стимулом для создания СУ-122 стали как необходимость максимального упрощения конструкции танка Т-34 в тяжёлых для СССР военных условиях середины 1942 года, так и стремление дать танковым и механизированным частям мощное и высокомобильное средство огневой поддержки. 30 ноября 1942 года на Уральском заводе тяжёлого машиностроения (УЗТМ, Уралмаш) закончилась постройка прототипа СУ-122 и, ввиду нехватки самоходной артиллерии, СУ-122 была уже в декабре запущена в серийное производство. В его процессе машина подвергалась многочисленным доработкам, связанным с её поспешным тестированием и принятием на вооружение. Выпуск СУ-122 был прекращён в августе 1943 года из-за перехода на производство истребителей танков СУ-85, созданных на базе СУ-122. Всего было построено 636 самоходок.
СУ-122 появились на фронте в начале февраля 1943 года и успешно приняли участие в частной операции 54-й армии в районе Смердыни в составе 1433-го и 1434-го самоходно-артиллерийских полков на Волховском фронте. Наиболее массово СУ-122 применялись в наступательных кампаниях второй половины 1943 года, но и после снятия с производства активно и успешно использовались в боях вплоть до окончания Великой Отечественной войны. До настоящего времени уцелела всего одна СУ-122, которая экспонируется в Бронетанковом музее в подмосковной Кубинке.

## История создания и развития

### Предпосылки
В межвоенное время советские военные теоретики интенсивно работали над проблемой оснащения Рабоче-крестьянской Красной армии самоходной артиллерией. В числе предложенных к реализации идей была и безбашенная, полностью бронированная боевая машина, предназначенная для непосредственной огневой поддержки пехоты и танков на поле боя. В начале 1930-х годов из-за слабости собственной конструкторской школы и материально-технической базы проект такой машины был заказан в Германии фирме «Даймлер-Бенц». Подрядчик в оговорённые соглашением сроки и цену не уложился, предложив свои наработки в середине 1932 года и затребовав тройную стоимость относительно её первоначального значения. Проект был отклонён советской стороной, но спустя какое-то время идея оказалась «к месту» в Третьем рейхе. По ходу Второй мировой войны ко времени вторжения во Францию в опытную эксплуатацию в вермахт поступили так называемые «штурмовые орудия» (нем. Sturmgeschütz) на базе среднего танка PzKpfw III, которые полностью соответствовали по конструкции и применению изложенной выше идее. Новые САУ получили войсковое обозначение StuG III, и их боевой дебют оказался весьма успешным, они прочно заняли своё место в вермахте. Этот успех не остался незамеченным в СССР, и в конце 1940 — начале 1941 года вновь был поднят вопрос о создании их аналога. Однако на тот момент среди советских военных теоретиков ещё не было окончательно решено, какой вид должна иметь боевая машина непосредственной поддержки пехоты и танков — безбашенной САУ, как StuG III, или более привычного для СССР «артиллерийского танка» по типу серийных БТ-7А. Начало Великой Отечественной войны положило конец этим предварительным идеям.

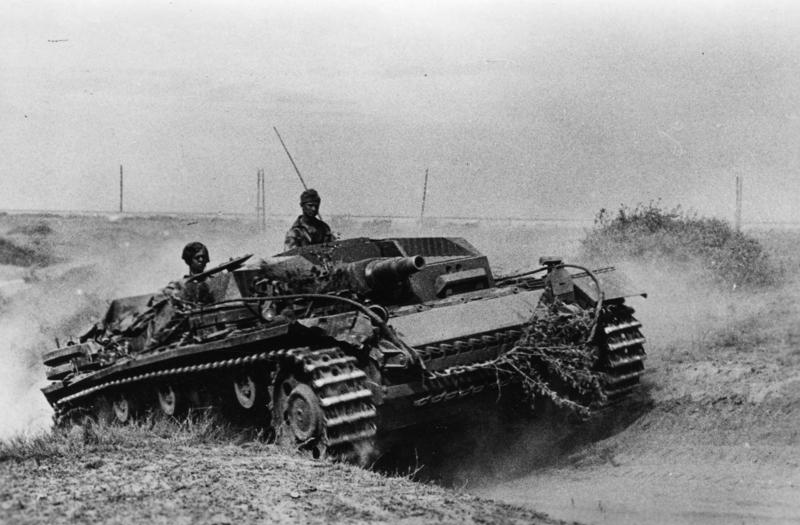
Штурмовое орудие Sturmgeschütz III ранних модификаций

По результатам анализа первого полугодия боевых действий советскими специалистами вновь была отмечена эффективность немецких штурмовых орудий, 14—15 апреля 1942 года состоялся пленум артиллерийского комитета, на котором обсуждался, в том числе, и вопрос о создании собственного безбашенного «штурмового танка». Но в гораздо большей степени на его развитие оказали влияние другие причины. За 1941 год танковые войска РККА понесли катастрофические потери в материальной части, а быстрое продвижение вермахта вглубь территории СССР привело к захвату части советской ресурсно-сырьевой базы и производственных мощностей. Ряд предприятий оборонной промышленности был успешно эвакуирован, но в условиях развёртывания производства на новых местах и разрушенных связей со смежниками ожидать быстрого увеличения выпуска танков не приходилось. А поскольку для них это было самым приоритетным требованием Государственного комитета обороны (ГКО), одним из важнейших путей его исполнения являлось упрощение и удешевление конструкции выпускаемых танков. Именно по этой причине на УЗТМ после пленума конструкторы Н. В. Курин и Г. Ф. Ксюнин разработали проект безбашенного штурмового танка У-33 с полным сохранением ходовой части Т-34 и вооружением в виде 76-мм дивизионной пушки ЗИС-22 (вариант орудия Ф-22УСВ выпуска военного времени) на тумбовой установке. За счёт отказа от башни удалось на 27 % снизить трудоёмкость изготовления, а полученный резерв по массе порядка 1,8—2,1 тонны можно было использовать для усиления лобового бронирования до толщины 75 мм и более. Проект получил высокую оценку, но остался нереализованным в металле из-за большой занятости УЗТМ заданием по освоению серийного выпуска Т-34.
Несколько позже, летом 1942 года, конструкторы УЗТМ вернулись к этой теме, предложив в августе техническому отделу Народного комиссариата танковой промышленности (НКТП) проект У-34 безбашенного танка с вооружением из танковой пушки Ф-34 — той же, что и у исходного варианта Т-34. В то же время проект У-33 был доработан Н. В. Куриным с целью установки в машину 122-мм гаубицы обр. 1938 г. М-30, однако вновь из-за занятости УЗТМ серийным производством «тридцатьчетвёрок» дальнейшие работы по У-34 были приостановлены, а материалы по У-33 с гаубицей М-30 передали на артиллерийский завод № 9 для доработки.

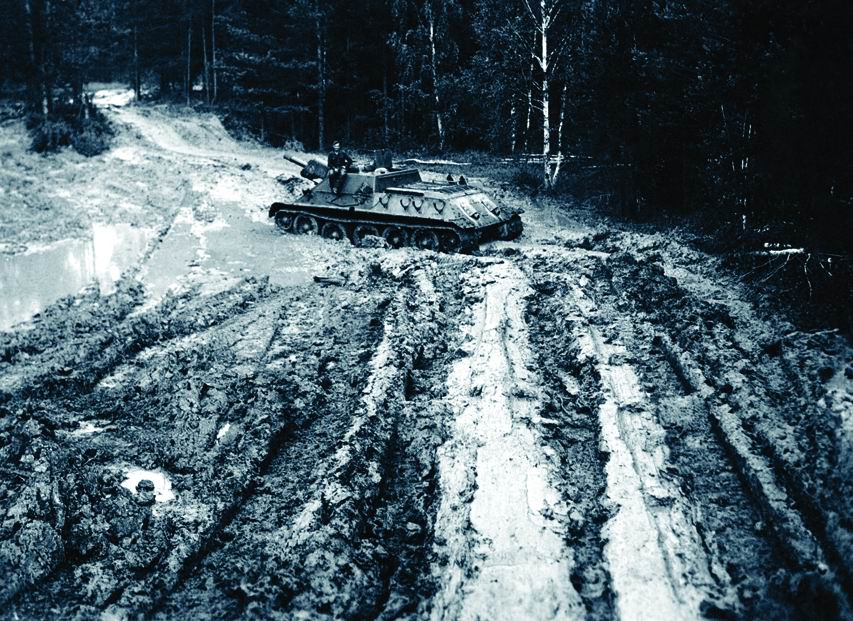
На испытательной трассе танкодрома УЗТМ. Июль 1943

### Создание прототипа
19 октября 1942 года ГКО обязал постановлением № 2429сс УЗТМ и завод № 592 срочно разработать бронированную 122-мм самоходную гаубицу для подавления огневых точек и борьбы с танками противника. В тот же день первые серийные танки Т-34 покинули сборочные линии УЗТМ и появилась возможность сконцентрировать на этом задании значительные инженерно-конструкторские силы. Приказом № 721 по НКТП на УЗТМ создавалась особая конструкторская группа под руководством Л. И. Горлицкого. В её состав вошли Н. В. Курин, Г. Ф. Ксюнин, А. Д. Неклюдов, К. Н. Ильин, И. С. Сазанов, И. И. Эммануилов. Личное курирование этой работы осуществлял заместитель народного комиссара танковой промышленности и известный конструктор советской бронетехники Ж. Я. Котин. На основании уточнённого проекта У-34 и материалов, полученных с завода № 9, особая конструкторская группа разработала и уже к 29 октября представила новый проект У-35 для межведомственной комиссии Главного артиллерийского управления (ГАУ) и НКТП.
Вторым вариантом для рассмотрения межведомственной комиссией стал похожий проект завода № 9, поэтому решение о запуске того или иного кандидата в серийное производство определялось только количеством требуемых доработок и технологичностью в целом. В итоге предпочтение было отдано У-35 и на постройку опытного образца с учётом всех высказанных замечаний было отпущено всего лишь 20 дней, 25 ноября прототип уже должен был приступить к государственным испытаниям. Л. И. Горлицкий так описывает обстановку и атмосферу во время выполнения этой работы:

Мы все тогда жили в своём КБ. Чертежи на некоторые узлы и детали делали уже после их готовности, а рабочие в цехах работали по эскизам. Но я не помню, чтобы кто-то жаловался на их качество… Понятно, что у нас не было никакой оснастки и приспособлений, всё придумывали на месте, в перспективу. А первый образец делали с большим количеством пригоночных работ…

Поэтому начать заводские испытания пришлось не 25 ноября, как планировалось, а 30-го. Прототип У-35 выполнил 50-км пробег и из его орудия сделали 20 выстрелов. Практически сразу же по ходу тестирования вскрылся ряд серьёзных конструктивных недостатков машины. Крепления досылателя и устройство фиксации орудия в походном положении оказались ненадёжными, а вентиляция боевого отделения — плохой, при поворотах ствола «до упора» вправо-влево между защитной маской и броневым корпусом образовывались щели. К тому же углы наведения орудия, особенно по вертикали, не соответствовали изначальным требованиям. Часть недостатков устранили сразу же, установив башенный вентилятор от танка Т-34 и увеличив сектор горизонтального обстрела, другие требовали более серьёзных мер.
Государственные испытания У-35 проходил на Гороховецком артиллерийском полигоне с 5 по 19 декабря 1942 года совместно с разработкой завода № 592 — САУ на базе трофейного немецкого танка PzKpfw III под названием СУ-122/Т-3. Испытания показали, что У-35 имел преимущества в бронировании, проходимости, а также общую меньшую высоту машины, но уступал конкуренту в скорострельности и по величине максимального угла возвышения орудия. Кроме того, трофейная танковая база существенным образом ограничивала возможный объём выпуска таких машин в будущем. Поэтому из двух возможных альтернатив государственная комиссия выбрала для серийного производства именно установку У-35, приняв её на вооружение РККА под индексом СУ-122, но при этом составив список из 48 необходимых доработок её конструкции. Выяснилось, что из-за некоторых отклонений от чертежей первые СУ-35 отличались от спроектированной машины по некоторым характеристикам. Например, согласно тактико-техническим требованиям углы наводки по вертикали составляли от −3 до +25 градусов, а по факту получилось от −1,3 до +23,3 градусов. Вместо 8 кг усилия на маховиках механизмов наводки составляли 14 кг. На совещании было решено САУ с такими отклонениями все же принять. Ещё одной проблемой стало то, что щели между подвижной и неподвижной бронировками системы оказались больше положенных. Этот недостаток устранили путем прикрытия щелей дополнительными щитками толщиной 10 мм. Но ещё до конца 1942 года коллектив завода сумел ликвидировать большинство из них.

### Дальнейшее совершенствование
После запуска СУ-122 в серийное производство на УЗТМ развернулась работа как по совершенствованию конструкции САУ, так и по повышению качества отгружаемых в войска машин. Руководителем был Л. И. Горлицкий, к этому процессу подключились двигательный завод № 76 и бывший филиал УЗТМ, ставший отдельным заводом № 50. Коллективу УЗТМ удалось добиться значительных успехов: к маю 1943 года трудозатраты на выпуск одной самоходно-артиллерийской установки были снижены на 10 % относительно уровня января 1943 года, а её коммерческая цена уменьшилась на 15 000 рублей. Повышение качества комплектующих и сборки машины позволило увеличить гарантийный пробег с 1000 до 1600 км. В то же время, на уровне ГКО было принято решение специализировать УЗТМ на выпуске и разработке самоходно-артиллерийских установок и освободить его от серийного производства Т-34. Высвободившиеся за счёт этого производственные мощности и персонал были направлены на интенсификацию всех этапов производства СУ-122 и уже к маю 1943 года уверенно выполнялись планы по выпуску самоходок, а руководство рапортовало о готовности к их перевыполнению. За проявленные при разработке и освоении серийного производства СУ-122 инженерно-конструкторские и организационные качества Л. И. Горлицкий и Н. В. Курин были удостоены орденов Красной Звезды и Сталинской премии II степени.
Но главные недостатки СУ-122, которые были вызваны её спешной разработкой, устранить не удалось. Большинство из них было следствием монтажа всей качающейся части полевой гаубицы М-30 в самоходку на тумбовой установке. Такое конструктивное решение позволило практически без изменений использовать уже готовый задел орудий и быстро организовать серийный выпуск, но первые же бои новых машин выявили его значительные отрицательные последствия:
- Верхний станок и тумба орудия занимали много места в боевом отделении, которое из-за этого стало тесным и быстро заполнялось пороховыми газами при стрельбе.
- Большой откат орудия ещё более усугублял тесноту боевого отделения.
- Габаритные противооткатные устройства гаубицы выступали сильно вперёд по ходу машины, ухудшая обзор с места механика-водителя, не позволяли использовать лобовой люк для его посадки-высадки. Сложная по форме и конструкции тяжёлая бронировка увеличивала нагрузку на передние опорные катки САУ.

К этому прибавились ещё и проблемы технологического плана: перед установкой в машину верхний станок гаубицы всё равно подвергался переделкам, причём с большим количеством подгоночных операций.
Поэтому ещё в январе 1943 года конструкторское бюро УЗТМ приступило к эскизному проектированию кардинально улучшенного варианта СУ-122. В отличие от серийных машин, которые вооружались по сути полевой, хотя и доработанной, артиллерийской системой, новая версия самоходки должна была иметь уже специализированную для установки в неё гаубицу. Ведущий конструктор Н. В. Курин решил использовать в этом качестве танковую штурмовую пушку У-11, идентичную по баллистике гаубице М-30 и предназначенную для установки в опытный танк КВ-9. Длина отката у У-11 была всего лишь 600 мм вместо 1100 у М-30, а органы управления горизонтальной и вертикальной наводкой располагались с одной стороны, что позволяло обойтись одним наводчиком в экипаже вместо двух у серийных СУ-122 (у гаубицы М-30 маховики наводки по вертикали и горизонтали располагались по разные стороны от ствола, и их обслуживали два члена экипажа). Противооткатные устройства У-11 также были значительно компактнее по сравнению с М-30. После доработки У-11 было размещено в карданной рамной монтировке, что ещё более высвободило внутреннее пространство боевого отделения.
Как результат всех этих работ, в апреле 1943 года УЗТМ построил опытную самоходку СУ-122М, которая 16—17 мая 1943 года была испытана пробегом на 100 км и 50 выстрелами. По сравнению с серийной СУ-122 модернизированный вариант выгодно отличался более просторным боевым отделением, которое было расширено не только за счёт более компактной установки вооружения, но и подъёмом крыши на 50 мм и доведением бортовых бронеплит рубки до внешнего габарита гусениц. Новая конструкция монтировки орудия позволила оснастить её шаровой бронезащитой, причём трудоёмкость установки вооружения снизилась с 17—18 часов до полутора — двух. Небольшие габариты бронезащиты позволили сделать полноценный люк-лаз для механика-водителя и разгрузить передние опорные катки машины. Для ведения огня прямой наводкой орудие У-11 оснастили телескопическим прицелом, сохранив панорамный для стрельбы с закрытых позиций. Государственные испытания СУ-122М прошли с 18 июня по 4 июля 1943 года по трассе Свердловск — Нижний Тагил — Челябинск, общий километраж пройденного пути составил 858 км по дорогам и 50 км вне дорог, на Нижнетагильском артиллерийском полигоне был произведён отстрел орудия в объёме 329 выстрелов. В целом машина испытания выдержала, но государственная комиссия сочла её массу чрезмерной, а стоимость орудия У-11 высокой. В результате СУ-122М была отправлена на доработку.

### Окончание развития

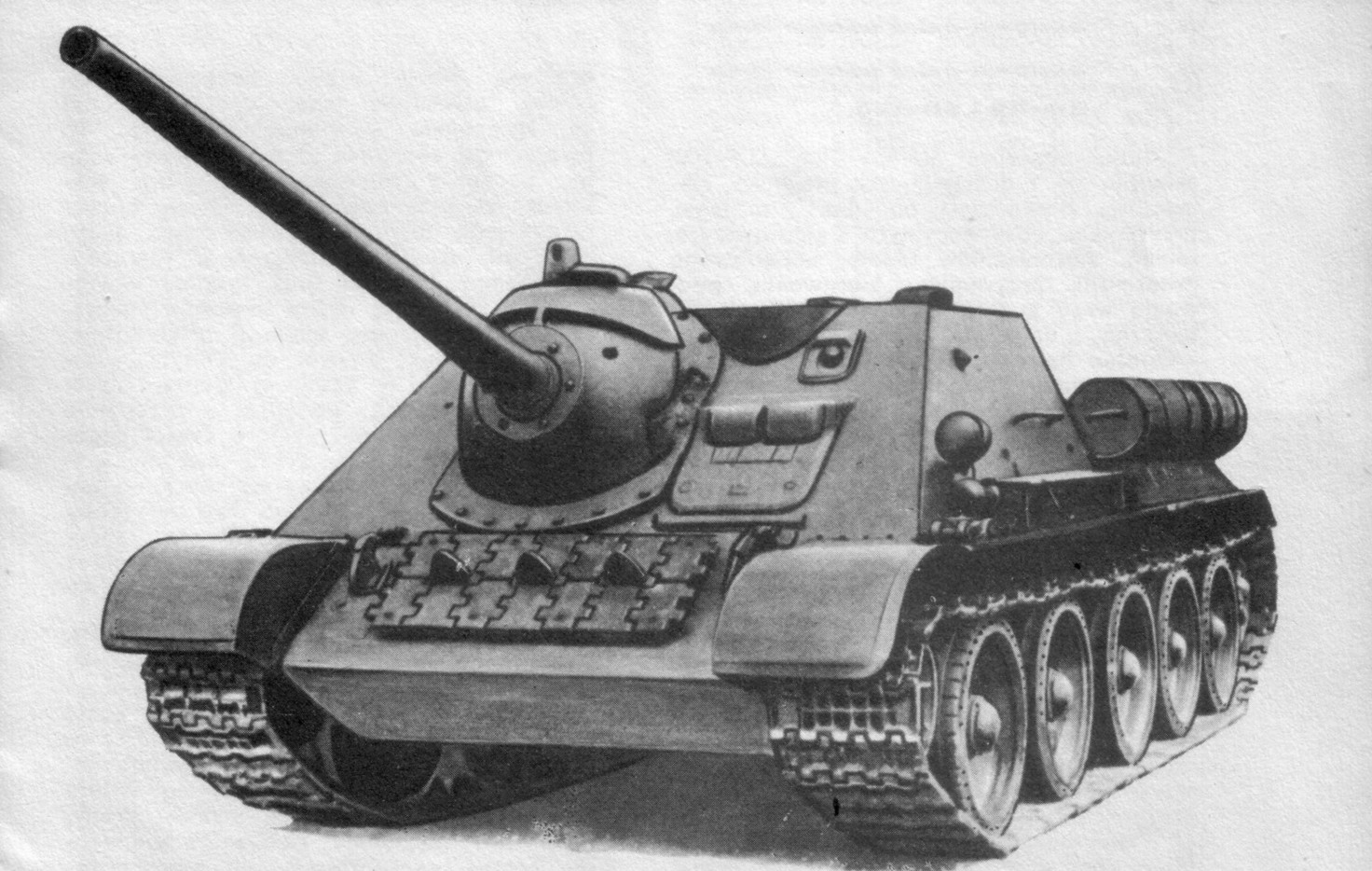
Истребитель танков СУ-85, наследник СУ-122 в серийном производстве

Ранней весной 1943 года был подвергнут тестовому обстрелу захваченный в предшествующих боях новый немецкий тяжёлый танк PzKpfw VI Ausf.H «Тигр». Результаты обстрела оказались совершенно неутешительными для советской танковой и противотанковой артиллерии — на дистанциях свыше 500 м броня «Тигра» не пробивалась любым существовавшими тогда 45-мм или 76-мм боеприпасами. Предполагалось, что СУ-122 станут действенным оружием против новых тяжёлых танков противника, поскольку 122-мм кумулятивный снаряд БП-460А уверенно пробивал по нормали броневую плиту толщиной до 140 мм. Однако на практических стрельбах в апреле 1943 года из полевой гаубицы М-30 по неподвижному трофейному танку с дистанции 500—600 метров из 15 выстрелов не удалось добиться ни одного попадания в эту мишень. Это фактически поставило крест, хотя и не сразу, на дальнейшем развитии крупнокалиберных орудий с низкой баллистикой, предназначенных для установки в танк или САУ.
Для решения этой проблемы постановление ГКО № 3187 15 апреля 1943 года требовало скорейшей разработки специализированных, полностью бронированных истребителей танков, способных пробить по нормали броню толщиной 90—120 мм на дистанции от 500 м до 1 км. Постановление ГКО № 3289сс от 5 мая 1943 года конкретизировало эти требования в необходимость создания 85-мм самоходной пушки с баллистикой зенитного орудия того же калибра обр. 1938 г. (52-К) и монтаже новой артсистемы на базе Т-34. Последнее задание поручалось УЗТМ, и в кратчайшие сроки на базе опытной СУ-122М были построены несколько прототипов истребителя танков с 85-мм пушкой. Один из этих прототипов оснастили не 85-мм пушкой, а опытной 122-мм танковой гаубицей Д-6 разработки завода № 9 с клиновым затвором. Эта машина получила индекс СУ-122-III и, вместе с остальными прототипами, прошла заводские испытания 20—25 июня 1943 года. Орудие Д-6 оказалось ненадёжным, и после многочисленных его поломок СУ-122-III была снята с испытаний. То же самое повторилось и на государственных испытаниях 25 июля 1943 года на Гороховецком полигоне. Вывод комиссии относительно орудия Д-6 был ультимативен — все работы по нему прекратить, что вскоре получило подтверждение в виде приказа по Народному комиссариату вооружений: прекратить все дальнейшие работы над 122-мм и 152-мм гаубицами для вооружения танков и самоходок. Все силы были брошены на срочную доводку 85-мм орудия, и на этом развитие СУ-122 было окончательно завершено.

## Производство
| Год   | январь | февраль | март  | апрель | май   | июнь  | июль  | август | сентябрь | октябрь | ноябрь | декабрь | Всего |
| ----- | ------ | ------- | ----- | ------ | ----- | ----- | ----- | ------ | -------- | ------- | ------ | ------- | ----- |
| 1942  |        |         |       |        |       |       |       |        |          |         | 1*     | 25      | 25    |
| 1943  | 32     | 100     | 100   | 75     | 100   | 100   | 72    | 32     |          |         |        |         | 611   |
| Итого | Итого  | Итого   | Итого | Итого  | Итого | Итого | Итого | Итого  | Итого    | Итого   | Итого  | Итого   | 636   |

*Опытная У-35
Кроме того в 1943 году были построены опытные установки: в апреле — СУ-122М, в июле — СУ-122-III. 

## Описание конструкции

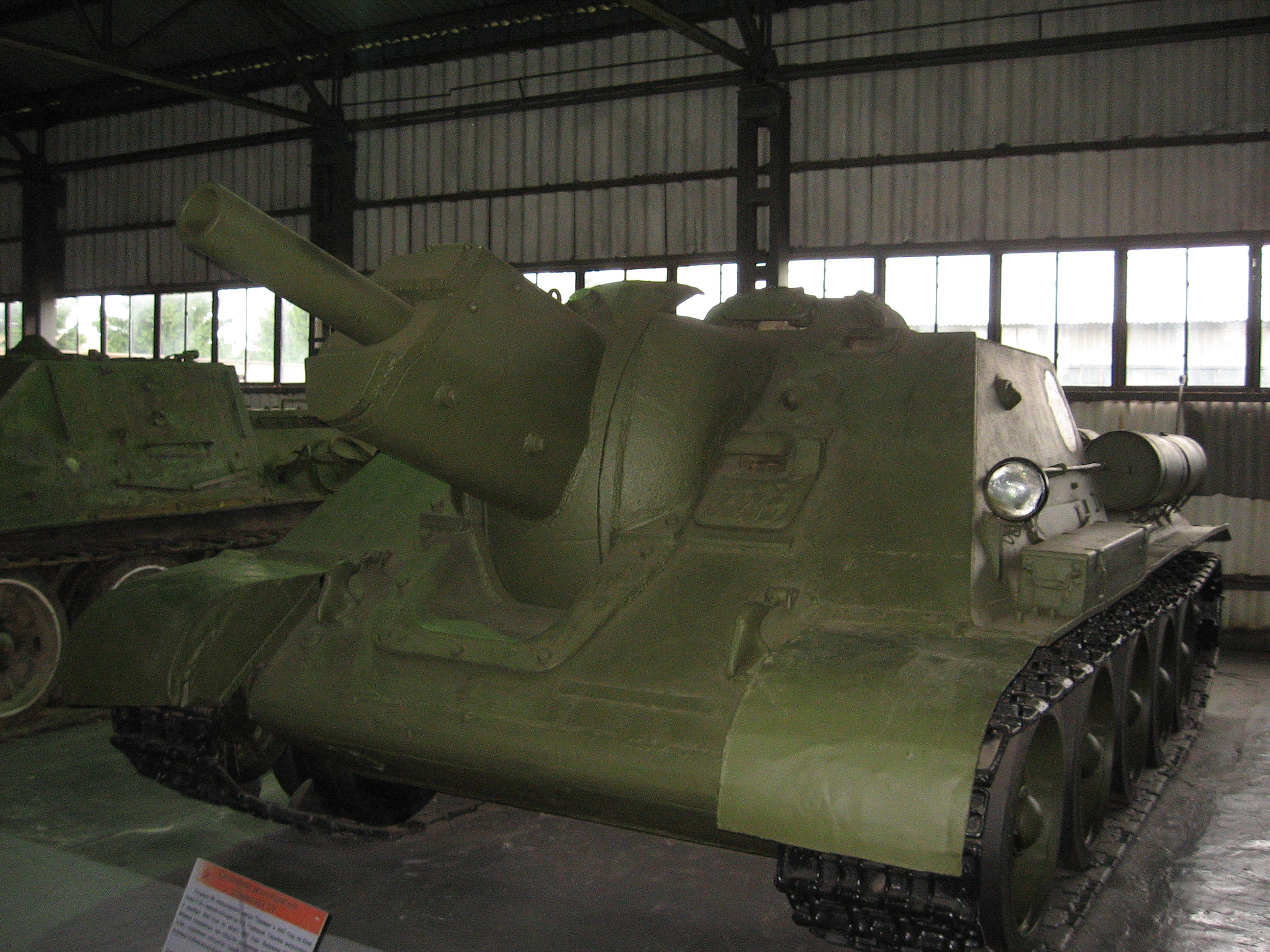
Самоходная установка СУ-122

Самоходная артиллерийская установка СУ-122 имела ту же компоновку, что и все другие серийные советские САУ периода Великой Отечественной войны за исключением СУ-76. Полностью бронированный корпус был разделён на две части. Экипаж, орудие и боезапас размещались впереди в броневой рубке, которая совмещала боевое отделение и отделение управления. Двигатель и трансмиссия были установлены в корме машины. Три члена экипажа находились слева от орудия: впереди механик-водитель, затем наводчик, и сзади — заряжающий, а два остальных — командир машины и замковый — справа. Топливные баки располагались вдоль бортов между шахтами узлов индивидуальной пружинной подвески, в том числе и в обитаемом пространстве машины. Последнее отрицательно сказывалось на взрывобезопасности и выживаемости экипажа в случае поражения САУ вражеским снарядом.

### Броневой корпус и рубка

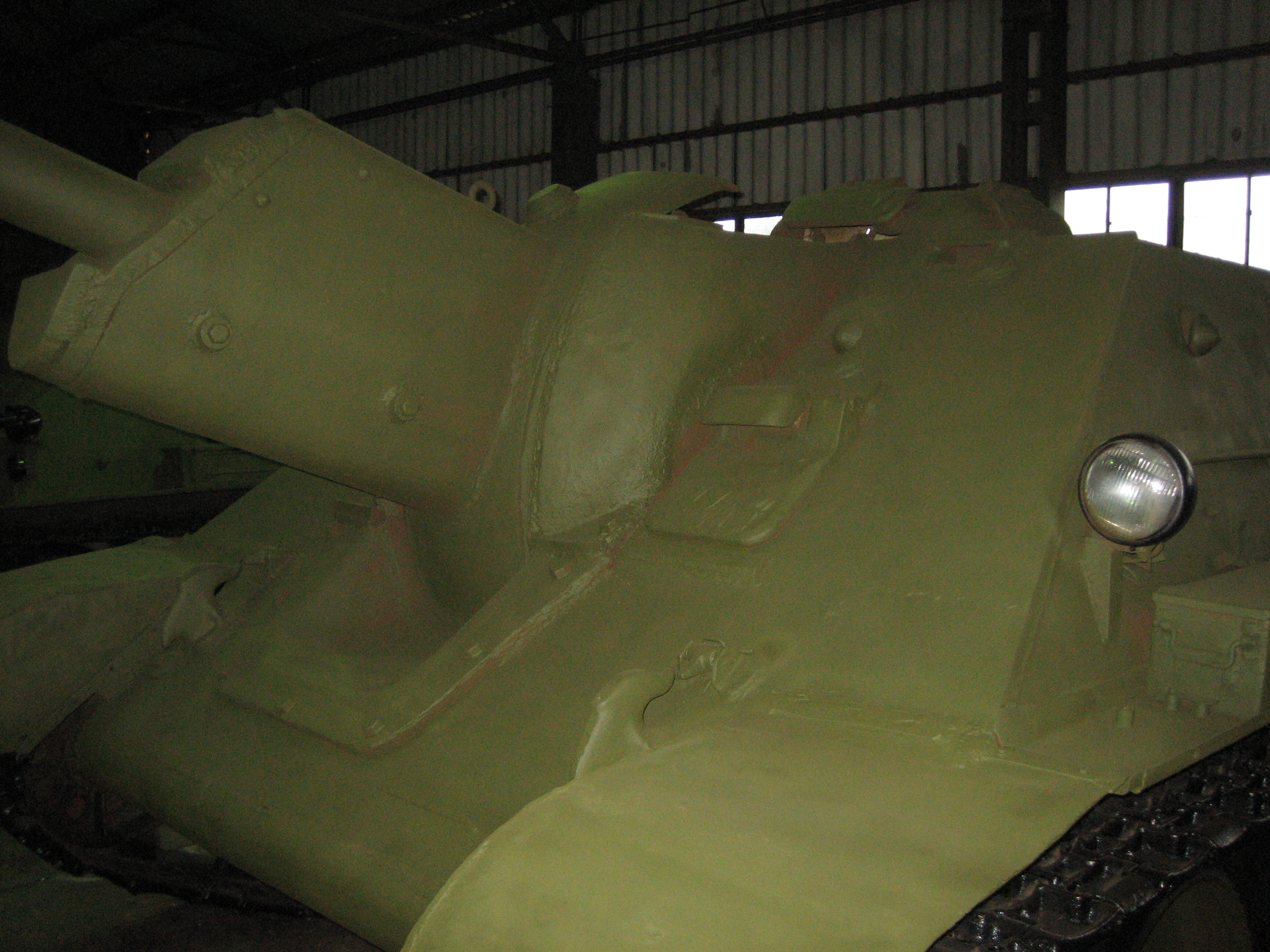
Люк механика-водителя, смотровая башенка панорамного прицела

Броневой корпус и рубка самоходной установки сваривались из катаных броневых плит толщиной 45, 40, 20 и 15 мм. Броневая защита слабо дифференцированная, противоснарядная. Броневые плиты рубки устанавливались под рациональными углами наклона. На прототипе и первых серийных самоходках лобовая часть рубки собиралась из двух бронеплит под разными углами наклона, впоследствии её заменили на единую деталь, устанавливаемую под углом 50° к нормали. Для удобства технического обслуживания надмоторные броневые плиты были выполнены съёмными, а верхняя кормовая деталь — откидной на петлях. В корпусе было прорезано достаточно большое количество отверстий для стрельбы из личного оружия, установки осей и цапф балансиров подвески, антенного ввода, горловин топливных баков, смотровых приборов и прицелов, слива топлива и масла. Ряд из них закрывался броневыми крышками или пробками, выведенные через верхнюю кормовую деталь выхлопные трубы защищались двумя броневыми колпаками. Смотровые приборы на лобовой и бортовых плитах рубки имели броневые козырьки для своей защиты. Для обеспечения доступа к узлам и агрегатам двигателя и трансмиссии на крыше моторного отделения был сделан ряд лючков, а в верхней кормовой детали — большой круглый откидывающийся люк. В крыше рубки были сделаны два больших отверстия — под смотровую башенку панорамного прицела и люк для посадки-высадки экипажа САУ. Последний (не считая аварийного люка в днище) был единственным средством покинуть машину, поскольку люк механика-водителя на лобовой бронеплите рубки предназначался только для наблюдения — бронировка противооткатных устройств гаубицы не давала ему возможности открываться полностью. Это сильно затрудняло эвакуацию экипажа из подбитой машины.
К броневой рубке и корпусу приваривались поручни для танкового десанта, а также бонки и кронштейны для крепления дополнительных топливных баков и некоторых элементов набора запасных частей, инвентаря и принадлежностей к машине. Другие его компоненты укладывались на надгусеничных полках или в боевом отделении самоходки.

### Вооружение

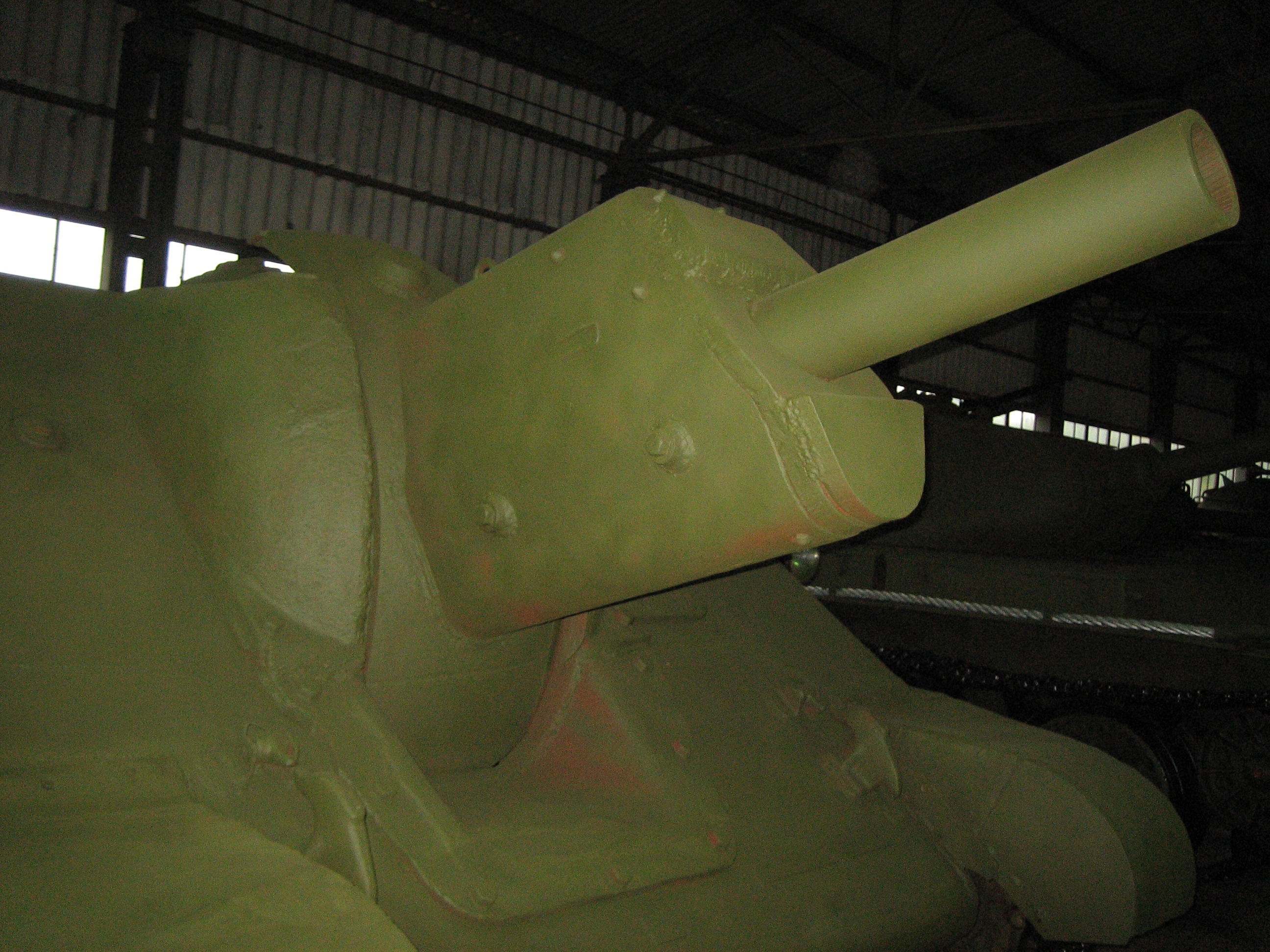
Бронировка противооткатных устройств и гаубица М-30С крупным планом

Основным вооружением СУ-122 была модификация М-30С нарезной 122-мм дивизионной гаубицы обр. 1938 г. (М-30). Различия между качающимися частями самоходного и буксируемого вариантов были небольшими, вызванными необходимостью подгонки орудия под монтаж в стеснённом боевом отделении самоходки. В частности, от полевой гаубицы М-30 сохранялось разнесённое по разные стороны ствола размещение органов управления механизмами наводки, что требовало наличия двух наводчиков в экипаже. Орудие монтировалось на тумбовой установке, подкреплённой поперечной балкой справа от плоскости продольной симметрии машины. Гаубица М-30С имела ствол длиной 22,7 калибра, дальность стрельбы прямой наводкой достигала 3,6 км, максимально возможная — 8 км. Диапазон углов возвышения составлял от −3° до +25°, сектор горизонтального обстрела был ограничен 20°. Поворотный механизм орудия винтового типа, его маховик располагался слева от ствола и обслуживался наводчиком. Подъёмный механизм — секторного типа с маховиком справа от ствола, обслуживался командиром САУ. Спуск гаубицы механический ручной.
Боекомплект орудия составлял 40 (32—35 для ранних вариантов) выстрелов раздельно-гильзового заряжания. Снаряды и метательные заряды в гильзах укладывались вдоль бортов и задней стенки боевого отделения самоходки. Скорострельность орудия — 2—3 выстрела в минуту. В состав боекомплекта могли входить практически все 122-мм гаубичные снаряды, но на практике в подавляющем большинстве случаев использовались только осколочно-фугасные и кумулятивные:
| Номенклатура боеприпасов                            |             |                 |            |                         |                        |
| Тип                                                 | Обозначение | Вес снаряда, кг | Вес ВВ, кг | Начальная скорость, м/с | Дальность табличная, м |
| Кумулятивные снаряды                                |             |                 |            |                         |                        |
| Кумулятивный снаряд (на вооружении с мая 1943 года) | БП-460А     | 13,4            | ?          | 335 (заряд № 4)         | 2000                   |
| Осколочно-фугасные снаряды                          |             |                 |            |                         |                        |
| Стальная осколочно-фугасная граната                 | ОФ-462      | 21,76           | 3,67       | 515                     | 8000                   |

Кумулятивный снаряд БП-460А пробивал под углом 90° броню толщиной до 100—160 мм (в разных источниках приводятся разные данные, по ходу его совершенствования применялись разные материалы облицовки воронки, от которых зависела пробивная способность кумулятивной струи).
Для самообороны экипаж снабжался двумя пистолет-пулемётами ППШ с 21 диском (1491 патрон) и 20 ручными гранатами Ф-1. В ряде случаев к этому вооружению добавлялся пистолет для стрельбы сигнальными ракетами.

### Двигатель
СУ-122 оснащалась четырёхтактным V-образным двенадцатицилиндровым дизельным двигателем жидкостного охлаждения В-2-34. Максимальная мощность двигателя — 500 л. с. при 1800 об/мин, номинальная — 450 л. с. при 1750 об/мин, эксплуатационная — 400 л. с. при 1700 об/мин. Пуск мотора производился стартером СТ-700 мощностью 15 л. с. (11 кВт) или сжатым воздухом из двух баллонов. Дизель В-2-34 оснащался двумя воздухоочистителями типа «Циклон», два трубчатых радиатора системы охлаждения двигателя устанавливались по обе стороны от него. Внутренние топливные баки на СУ-122 располагались по бортам корпуса, в промежутках между кожухами пружин подвески, их общая ёмкость составляла 500 л. Также СУ-122 комплектовались четырьмя наружными дополнительными цилиндрическими топливными баками, по два вдоль бортов моторно-трансмиссионного отделения и не связанными с топливной системой двигателя. Каждый из них имел ёмкость на 90 л топлива. Запаса топлива во внутренних баках хватало на 600 км хода по шоссе.

### Трансмиссия
Самоходная артиллерийская установка СУ-122 оснащалась механической трансмиссией, в состав которой входили:
- многодисковый главный фрикцион сухого трения «сталь по стали»;
- пятиступенчатая коробка передач с постоянным зацеплением шестерён (5 передач вперёд и 1 назад);
- два многодисковых бортовых фрикциона с сухим трением «сталь по стали» и ленточными тормозами с накладками из феродо;
- два простых однорядных бортовых редуктора.

Все приводы управления трансмиссией — механические, механик-водитель управлял поворотом и торможением САУ двумя рычагами под обе руки по обеим сторонам своего рабочего места.

### Ходовая часть

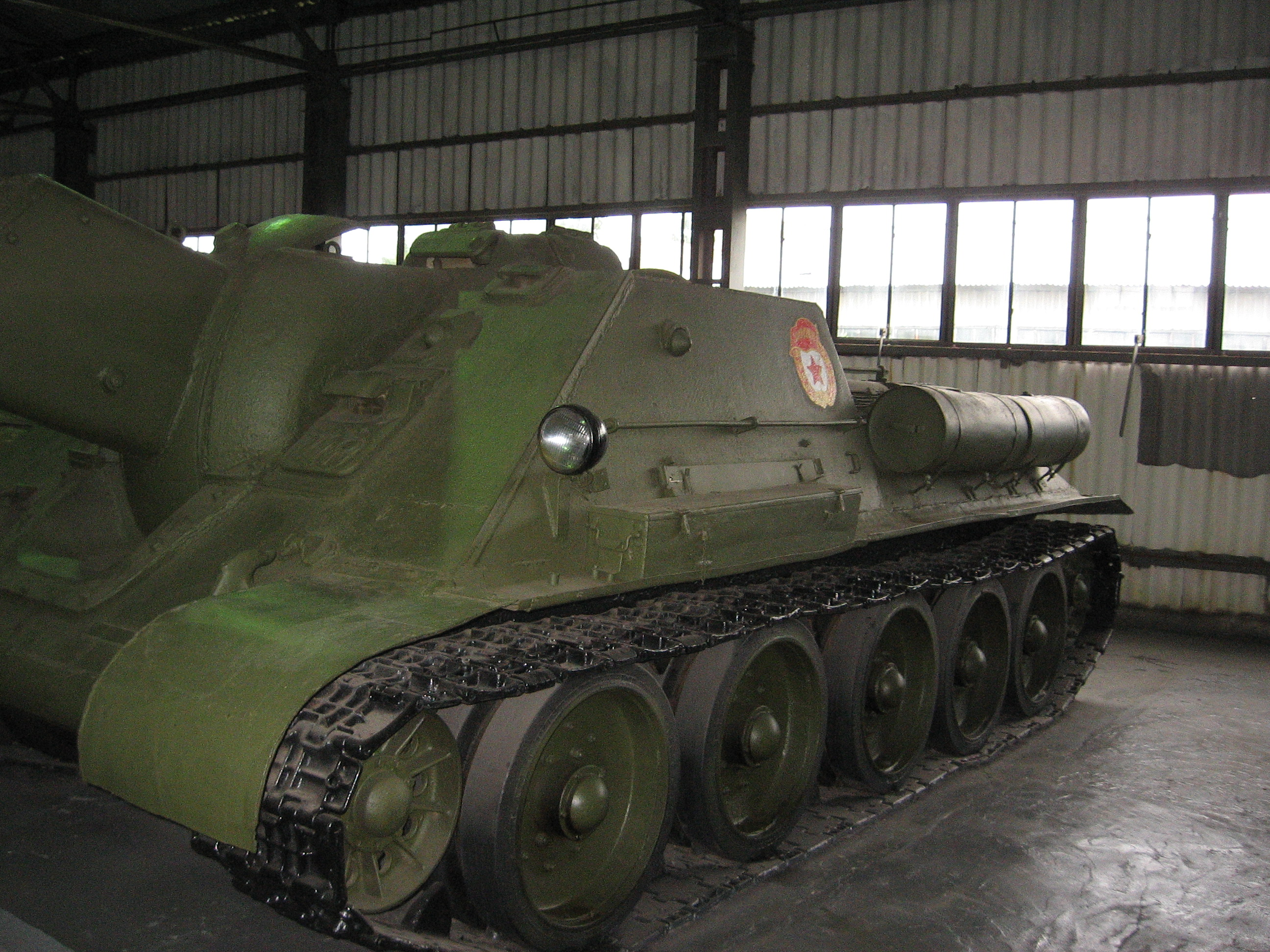
Ходовая часть СУ-122

Ходовая часть самоходной артиллерийской установки была почти идентична базовому танку Т-34. Применительно к одному борту, в её состав входили 5 двускатных опорных катков большого диаметра (830 мм) с резиновыми бандажами, ведущее колесо и ленивец. Поддерживающие катки отсутствовали, верхняя ветвь гусеничной ленты опиралась на опорные катки машины. Ведущие колёса гребневого зацепления располагались сзади, а ленивцы с механизмом натяжения гусеницы — спереди. Гусеничная лента состояла из 72 штампованных стальных траков шириной 500 мм с чередующимся расположением траков с гребнем и без него. Для улучшения проходимости на траки могли устанавливаться грунтозацепы различной конструкции, крепившиеся болтами к каждому четвёртому или шестому траку.

### Противопожарное оборудование
Самоходно-артиллерийская установка оснащалась стандартным для советской бронетехники тетрахлорным переносным огнетушителем. Тушение пожара в машине требовалось выполнять в противогазах — при попадании тетрахлорида углерода на горячие поверхности происходила химическая реакция частичного замещения хлора атмосферным кислородом с образованием фосгена — сильнодействующего ядовитого вещества удушающего действия.

### Прицелы и приборы наблюдения
Прицелом гаубицы М-30С служила штатная панорама Герца буксируемой версии орудия, снабжённая удлинителем для возможности наблюдения через смотровую башенку на крыше машины. В бою механик-водитель использовал перископический смотровой прибор в крышке смотрового люка на лобовой бронедетали рубки, в спокойной походной обстановке этот люк мог быть приоткрыт для прямого наблюдения за окружающей машину обстановкой. Рабочее место командира оснащалось командирской панорамой ПТК, установленной на крыше рубки. Дополнительные зеркальные смотровые приборы были установлены в лобовой, кормовой и правой бронеплитах рубки.

### Электрооборудование
Электропроводка в самоходной артиллерийской установке СУ-122 была однопроводной, массой служил бронекорпус машины; только цепи аварийного освещения выполнялись по двухпроводной схеме. Источниками электроэнергии (рабочие напряжения 24 и 12 В) были генератор ГТ-4563А с реле-регулятором РРА-24Ф мощностью 1 кВт и четыре аккумуляторных батареи марки 6-СТЭ-128 последовательно-параллельного соединения общей ёмкостью 256 А·ч. Потребители электроэнергии включали в себя:
- наружное и внутреннее освещение машины, прибор подсветки прицельных шкал;
- контрольно-измерительные приборы (амперметр и вольтметр);
- наружный звуковой сигнал;
- средства связи — радиостанция 9Р и танковое переговорное устройство ТПУ-3Ф;
- электрика моторной группы — стартер СТ-700, пусковое реле и др[14].

### Средства связи
Средства связи самоходно-артиллерийской установки включали в себя радиостанцию 9Р и танковое переговорное устройство ТПУ-3Ф.
Радиостанция 9Р представляла собой комплект из передатчика, приёмника и умформеров (одноякорных мотор-генераторов) для их питания, подсоединяемых к бортовой электросети напряжением 12 В. С технической точки зрения она являлась симплексной ламповой коротковолновой гетеродинной радиостанцией выходной мощностью 20 Вт, работающей на передачу в диапазоне частот от 4 до 5,625 МГц (соответственно длины волн от 53,3 до 75 м), а на приём — от 3,75 до 6 МГц (длины волн от 50 до 80 м). Разный диапазон передатчика и приёмника объяснялся тем обстоятельством, что для двусторонней связи «САУ — САУ» предназначался диапазон 4—5,625 МГц, а расширенный диапазон приёмника использовался для односторонней связи «штаб — САУ». На стоянке дальность связи в телефонном режиме (голосовой, амплитудная модуляция несущей) при отсутствии помех достигала 15—25 км, в движении она несколько уменьшалась. Телеграфный режим передачи информации у радиостанции 9Р отсутствовал.
Танковое переговорное устройство ТПУ-3Ф позволяло вести переговоры между членами экипажа САУ даже в сильно зашумленной обстановке и подключать шлемофонную гарнитуру (головные телефоны и ларингофоны) к радиостанции для внешней связи.

## Модификации
Самоходно-артиллерийская установка СУ-122 (а также её прототип У-35 и опытные варианты СУ-122М, СУ-122-III) имели базой ходовую часть среднего танка Т-34 и вооружение из адаптированной для применения в ней 122-мм гаубицы обр. 1938 г. М-30С или эквивалентных ей по баллистике специализированных орудий. Известные под индексами СУ-122П и СУ-122-54 самоходки не являются модификациями оригинальной СУ-122: первая из них фактически представляет собой СУ-100, перевооружённую на 122-мм длинноствольную пушку Д-25С (хотя и относится к дальнейшему развитию линейки средних САУ, начинающейся с СУ-122), а вторая и вовсе базируется на послевоенном танке Т-54. Также иногда в литературе 1970-х годов под индексом СУ-122 подразумевается самоходная гаубица 2С1 «Гвоздика». Имеющиеся в ряде источников информации утверждения о существовании модификации СУ-122 на базе более поздней СУ-100 не находят своего подтверждения в трудах историков М. Н. Свирина и И. Г. Желтова с коллегами, посвятившими несколько своих книг истории советской самоходной артиллерии и боевым машинам на базе среднего танка Т-34 соответственно.

### Прототип
У-35 — единственный опытный образец, построенный в ходе работ по созданию среднего штурмового орудия на базе танка Т-34, использовал в своей конструкции более ранние наработки У-33 и У-34 УЗТМ и завода № 9 соответственно. В ходе испытаний в целом доказал свою пригодность для решения поставленных перед машиной такого класса задач и обладал достаточным потенциалом для дальнейшего развития, в результате чего был принят на вооружение РККА и послужил прототипом для серийных СУ-122. Однако он же вследствие спешки при создании обладал большим списком недоработок и недостатков, особенно в плане объёма и эргономики боевого отделения, которые пришлось устранять уже по ходу серийного производства.

### Серийные
Официально самоходно-артиллерийская установка СУ-122 выпускалась в одном единственном варианте и не имела обозначений своих модификаций. Однако, ввиду спешного окончательного этапа разработки машины и немедленной постановки её на конвейер, выявленные по ходу испытаний недостатки пришлось устранять уже в процессе серийного выпуска. Поэтому машины установочной и первых последующих серий заметно отличались от окончательно отработанной модели САУ выпуска лета 1943 года. К наиболее важным отличиям самоходок установочной серии относятся «ломаная» лобовая деталь рубки из двух бронеплит с разными углами наклона, наличие командирской башенки и отсутствие вентиляторов боевого отделения. В дальнейшем последовательно был осуществлён переход к машинам с единой лобовой бронеплитой рубки, усовершенствованной маской орудия, установленными вентилятором и командирским прибором наблюдения ПТК вместо башенки. Однако все эти изменения вводились не одномоментно и САУ разных серий представляли собой различные переходные варианты от установочной серии к окончательной модели.

### Опытные
- СУ-122М — первая попытка конструкторов УЗТМ во главе с Н. В. Куриным преодолеть наиболее существенный компоновочный недостаток серийных СУ-122 — тумбовую установку полевой гаубицы М-30 на днище машины, которая значительно уменьшала свободное внутреннее пространство в боевом отделении и требовала для своей наводки двух членов экипажа. Для решения проблемы в машину была установлена новая гаубица У-11 (другое обозначение Д-11) производства завода № 9 с клиновым затвором в раме, закреплённой на лобовом броневом листе рубки. Вместе с расширенными до внешнего габарита гусениц надгусеничными полками это позволило существенным образом увеличить свободное пространство внутри боевого отделения и улучшить его эргономику. Так как все органы управления наводкой гаубицы У-11 находились слева от ствола, то отпала надобность во втором наводчике и командир экипажа СУ-122М был освобождён от выполнения его обязанностей. Броневая защита маски гаубицы была выполнена более компактной и менее массивной по сравнению с бронезащитой серийных самоходок, что позволило более равномерно распределить нагрузку на опорные катки, улучшить обзор и сделать полноценный люк-лаз в лобовой плите рубки для механика-водителя. Масса СУ-122М повысилась до 31,4 тонн против 29,6 тонн у серийных СУ-122. Несмотря на то, что она не превысила значение для базового танка, её сочли для САУ чрезмерной и вместе с высокой стоимостью новой машины это послужило основанием для отправки СУ-122М на доработку. В результате СУ-122М осталась в единственном экземпляре, на вооружение РККА и в серийное производство не принималась. Полученный в ходе работ опыт оказался востребованным впоследствии при создании истребителя танков СУ-85, в конструкции которого были применены некоторые удачные технические решения от СУ-122М[14].

- СУ-122-III — вторая попытка конструкторов УЗТМ под руководством Л. И. Горлицкого и Н. В. Курина разработать штурмовое орудие с установкой 122-мм гаубицы рамного типа. Эта машина по своей сути была одним из предсерийных опытных образцов СУ-85, вооружённым новым 122-мм орудием Д-6 конструкции завода № 9, идентичным по баллистике гаубице М-30. По прочим элементам своей конструкции самоходка была дальнейшим развитием СУ-122М, за исключением броневой рубки — от широких надгусеничных полок отказались, вернувшись к исходному её варианту. По ходу совместных испытаний с остальными прототипами у СУ-122-III случилось несколько отказов орудия и последовал приказ о завершении работ над этой самоходкой и сосредоточении всех сил на доводке опытного истребителя танков СУ-85-II. На вооружение РККА и в серийное производство СУ-122-III не принималась[13][22].

## Организационно-штатная структура
Поскольку самоходная артиллерия в РККА являлась новым родом войск, то на повестку дня при формировании её частей встал вопрос об их организации и подчинении. В ноябре 1942 года было решено, что все задачи по формированию и использованию частей самоходной артиллерии, а также подготовке для них личного состава будут относиться к компетенции начальника артиллерии РККА. Так как в артиллерии широко использовалась и была удобной в тактическом и организационном плане полковая структура, то её распространили и на самоходчиков. С точки зрения иерархии подчинения все сформированные части самоходной артиллерии должны были принадлежать резерву Верховного Главнокомандования (РВГК).
В начале декабря был утверждён штат самоходно-артиллерийского полка (САП) № 08/158 шестибатарейного состава. Четыре батареи вооружались лёгкими САУ СУ-76, по четыре машины в каждой батарее плюс ещё одна командирская и две — средними СУ-122, также по четыре машины в каждой батарее. Всего личный состав полностью укомплектованного САП штата № 08/158 насчитывал 307 человек. Первые принявшие участие в боях на Волховском фронте 1433-й и 1434-й САП были сформированы по этому штату.
Боевой опыт, полученный в ходе применения этих полков, был подвергнут серьёзному анализу, поскольку в его итоге вскрылся целый ряд просчётов и недостатков материальной части. Большое количество поломок СУ-76 вследствие конструктивной ошибки их моторной группы привело к остановке их серийного производства и части самоходной артиллерии в ожидании предстоящей летней кампании оказались недоукомплектованными. Исходя из этого была проведена коррекция организационно-штатной структуры САП с уменьшением в нём общей численности самоходок до 20 машин, причём доля СУ-122 при этом значительно выросла. Согласно штату № 08/191, принятому в начале 1943 года, САП состоял из пяти батарей по четыре установки, из которых три батареи вооружались СУ-122, а две — СУ-76 при численности личного состава в 289 человек. Вторым важным фактором в определении необходимой структуры частей самоходной артиллерии стало осознание того факта, что ни танкисты, ни артиллеристы не обладают в отдельности полноценным набором навыков для правильного применения САУ. Поэтому в феврале 1943 года был открыт первый учебный центр самоходной артиллерии для подготовки личного состава, впоследствии за ним были организованы и другие по мере роста надобности в соответствующего рода кадрах. Последним изменением организационного плана по результатам первого боевого опыта стало переподчинение частей самоходной артиллерии командующему бронетанковыми и механизированными частями РККА. Причиной этого послужило отсутствие дизельного топлива, эвакуационных средств, запасных частей, возможностей для ремонта повреждённой материальной части и соответствующего снабжения у артиллеристов.
Первое массовое применение САП, сформированных по штатам № 08/158 и 08/191, выявило ещё один их явный недостаток — разнотипная материальная часть (СУ-122 и СУ-76) требовали различных горюче-смазочных материалов, запасных частей, снарядов. Всё это только затрудняло работу снабженцев и ремонтников, для устранения этой серьёзной слабости требовалось оснащение САП однотипными машинами. В результате в апреле 1943 года был принят новый штат № 010/453 для среднего САП из четырёх батарей по 4 СУ-122 и 1 командирского танка Т-34. Его подробная структура выглядела следующим образом:
- Командир САП:
  - Батареи:
    - 1-я батарея (4 СУ-122);
    - 2-я батарея (4 СУ-122);
    - 3-я батарея (4 СУ-122);
    - 4-я батарея (4 СУ-122).

  - Штаб полка:
    - Взвод управления (1 Т-34 и 1 БА-64);

  - Службы тыла:
    - Полковой медпункт;
    - Хозяйственное отделение;
    - Взводы:
      - Транспортный взвод;
      - Ремонтный взвод;
      - Взвод боепитания[26].

Эта организационно-штатная структура САП просуществовала вплоть до осени 1943 года; уже начиная с сентября СУ-122 начали замещаться на СУ-85. Уже к концу осени штат полка довели до 21 САУ (в батарее стало 5 установок и добавилась машина командира полка).

## Боевое применение
В декабре 1942 года были сформированы два первых самоходно-артиллерийских полка (1433-й и 1434-й) по штату № 08/158, а к 1 января 1943 года в них поступили первые серийные СУ-122. Согласно приказу наркома обороны от 10 января, САП должны были передаваться танковым и механизированным корпусам, но в связи с началом операции «Искра», два первых САП решением Ставки Верховного Главнокомандования были в конце января отправлены на Волховский фронт для использования в качестве средства поддержки пехоты и танков. Вместе с самоходчиками на фронт отправилась комиссия НКТП под руководством С. А. Гинзбурга и ряд заводских специалистов. Первые боевые испытания прошли с 3 по 12 февраля 1943 года, главной их целью стала отработка тактики применения САУ. Наиболее удачным её вариантом стало использование самоходок для поддержки наступающих танков или пехоты огнём с коротких остановок, находясь сзади от них на расстоянии 300—600 метров. По ходу прорыва вражеской линии обороны таким образом осуществлялось подавление огневых точек противника, а после — противодействие его танковым контратакам. В ходе испытаний самоходки выполняли стрельбы и с закрытых позиций, но ввиду позиционного характера боевых действий такое их применение было очень редким, огневая поддержка имевшихся в наличии буксируемых дивизионных орудий была вполне достаточной.
После завершения первых 10 дней боёв экипажи, сформированные из заводских специалистов, были заменены обычными войсковыми. Всем участвовавшим в операции сотрудникам УЗТМ и предприятию в целом была объявлена благодарность от командования за образцовое выполнение заданий, а водитель-испытатель УЗТМ Болдырев, побывавший в бою, был удостоен награждения медалью «За боевые заслуги». Начиная с 13 февраля 1943 года 1433-й и 1434-й САП с фронтовыми экипажами участвовали в боях около Смердыни по подготовке снятия блокады Ленинграда. В ходе боёв, продолжавшихся пять-шесть дней, полки разрушили 47 ДЗОТов, подавили 5 миномётных батарей противника, уничтожили 14 противотанковых орудий и от 19 до 28 автомобилей, сожгли 4 склада боеприпасов. Эти успехи вызвали много положительных отзывов, но также было высказано много пожеланий по совершенствованию конструкции СУ-122. Основными требованиями были улучшение обзора экипажа и средств внутренней связи. Претензии к надёжности, помимо общих для того времени проблем с моторно-трансмиссионной группой и ходовой частью базового Т-34, включали в себя поломки орудия и механизмов его наводки.
В марте 1943 года по штату № 08/191 были сформированы ещё два САП, 1435-й и 1437-й, которые участвовали в боях на Западном фронте. Немногим позднее был сформирован 1439-й САП, направленный на Ленинградский фронт. Подготовленность и боевая сплочённость самоходно-артиллерийских подразделений на первых порах была невысокой, например, помощник командира 1434-го САП на совещании 18 мая говорил о командирах батарей, что те «управляют машиной так, как будто в полку лошади, а не орудия на гусеничной базе». Весной-летом 1943 года продолжилось формирование САП, но занимались этим уже не артиллеристы, а танкисты. И в результате уже отработанная и зарекомендовавшая себя тактика сменилась на прямо противоположную — по ходу боя САУ (как СУ-122, так и СУ-76) шли в первой линии, прикрывая собой танки. Часто практиковались атаки с использованием самоходок в качестве безбашенных танков вместо потерянной ранее «нормальной» материальной части. В ряде танковых частей тактическая грамотность командиров была настолько низкой, что в ответ рапортующим о прибытии для поддержки их частей самоходчикам заявлялось: «Для поддержки чего? Штанов?» В результате потери неприспособленных для боя в первой линии САУ (с узким сектором огня главного вооружения, без пулемётов и с недостаточными для таких задач бронированием и обзором) были велики. По ходу подготовки Курской битвы командование рассчитывало на СУ-122 как действенное средство против новой тяжёлой бронетехники противника, но реальные успехи самоходок на этом поприще оказались скромными, а потери большими. Но были и успехи, причём даже без использования кумулятивных снарядов:

…Гауптман von Villerbois, командир 10-й роты, был тяжело ранен во время этого боя. Его Тигр получил в общей сложности восемь попаданий 122-мм снарядов от штурмовых орудий на базе танка Т-34. Один снаряд пробил бортовую броню корпуса. В башню попало шесть снарядов, три из которых сделали лишь небольшие вмятины в броне, два других растрескали броню и откололи небольшие её кусочки. Шестой снаряд отколол огромный кусок брони (размером с две ладони), который влетел в боевое отделение танка. Вышла из строя электрическая цепь электроспуска пушки, приборы наблюдения были разбиты или выбиты с мест крепления. Сварной шов башни разошёлся и образовалась полуметровая трещина, которую невозможно было заварить силами полевой ремонтной бригады.

К моменту начала Курской битвы СУ-122 входили в состав САП смешанного состава по штату № 08/191. Самоходок всех типов было немного — на момент начала битвы Воронежский фронт располагал всего пятью самоходно-артиллерийскими полками, из которых три (два на СУ-122/СУ-76 и один тяжёлый на СУ-152) были приданы 6-й и 7-й армиям, а два (один на СУ-122/СУ-76 и один на трофейных САУ Marder III) входили в состав истребительно-противотанковых резервов фронта. 1-я танковая армия положенных ей по штату САУ не имела. Самоходные полки с СУ-122 приняли активное участие в боях Курской битвы с самого начала сражения — уже 5 июля 1943 года батареи 1440-го САП вступили в тяжёлые бои с немецкими войсками в районе села Черкасское, в частности с подразделениями элитной моторизованной дивизии «Великая Германия», усиленной полком новейших танков «Пантера». В ходе битвы Воронежский фронт постоянно пополнялся новыми войсками, в числе которых были и САП с СУ-122 — один в составе 10-го танкового корпуса и два в составе 5-й гвардейской танковой армии. Из числа последних, 1446-й САП принял участие в неудачном контрударе под Прохоровкой 12 июля 1943 года; самоходки полка, двигавшиеся в первых рядах наступавших войск, понесли тяжёлые потери — из 20 участвовавших в бою САУ сгорело 11 машин и было подбито ещё 6. Важную роль в действиях в обороне вооружённых СУ-122 САП занимала контрподготовка — стрельба по скоплениям личного состава и техники противника с закрытых позиций, удалённых на 4—12 км от линии фронта.
С переходом советских войск в наступление основной задачей СУ-122 стала их поддержка. Как правило, СУ-122 использовались в роли штурмовых орудий для огня прямой наводкой, случаи ведения ими огня с закрытых позиций были редки. Чаще всего СУ-122 применялись для поддержки танковых частей, идя в атаку вместе с ними и уничтожая противотанковые орудия и другие помехи наступлению.
СУ-122 активно применялись по ходу последующих сражений второй половины 1943 года и первых месяцев следующего 1944 года. По мере убывания их численности вследствие относительно небольшого количества в войсках, прекращения серийного выпуска и потерь различного рода, они выводились из состава САП, которые перевооружались на СУ-85. Исправные или отремонтированные СУ-122 передавались в состав самых разных частей и подразделений РККА, где воевали либо до своего уничтожения, либо до списания по причине износа двигателя, агрегатов трансмиссии и ходовой части. Например, выдержка из «Отчёта о боевых действиях бронетанковых и механизированных войск 38-й армии с 24 по 31 января 1944 года» по 7-му Отдельному гвардейскому тяжёлому танковому полку (7-й ОГТТП) свидетельствует:

Согласно боевому распоряжению штаба 17-го корпуса, оставшиеся 5 танков и САУ (3 танка КВ-85 и 2 СУ-122) к 7:00 28.01.44 г. заняли круговую оборону в совхозе им. Тельмана в готовности к отражению атак танков противника в направлении Росоше, совхоза «Коммунар», совхоза «Большевик». Около танков заняли оборону 50 пехотинцев и 2 противотанковых орудия. У противника было отмечено скопление танков южнее Росоше. В 11:30 противник, силою до 15 танков Т-6 и 13 средних и малых в направлении Росоше и пехотой с юга, предпринял атаку на совхоз им. Тельмана.
Занимая выгодные позиции, из-за укрытий строений и стогов, подпустив танки противника на расстояние прямого выстрела, наши танки и САУ открыли огонь и расстроили боевые порядки противника, подбив при этом 6 танков (из них 3 «Тигра») и уничтожив до взвода пехоты. Для ликвидации прорвавшейся немецкой пехоты из состава советской группировки был выделен КВ-85 ст. лейтенанта Кулешова, который огнём и гусеницами выполнил свою задачу. К 13 часам того же дня немецкие войска, не решаясь атаковать советский полк в лоб, обошли совхоз им. Тельмана и завершили окружение советской группировки.
Бой наших танков в окружении против превосходящих сил противника характеризуется чрезвычайным умением и героизмом наших танкистов. Танковая группа (3 КВ-85 и 2 СУ-122) под командованием командира роты гвардии ст. лейтенанта Подуста, обороняя совхоз имени Тельмана, одновременно не давала немецким войскам перебрасывать войска в другие районы боёв. Танки часто меняли огневые позиции и вели прицельный огонь по немецким танкам, а СУ-122, выходя на открытые позиции, расстреливали пехоту, посаженную на транспортёры и двигавшуюся по дороге на Ильинцы, чем преграждали свободу манёвра немецким танкам и пехоте, а, главное, способствовали выходу из окружения частей 17-го стрелкового корпуса. До 19:30 танки продолжали вести бой в окружении, хотя пехоты в совхозе уже не было. Манёвр и интенсивный огонь, а также использование укрытий для ведения огня позволило почти не понести никаких потерь (кроме 2 раненых), нанеся противнику ощутимый урон в живой силе и технике. За 28.01.44 г. подбито и уничтожено танков «Тигр» — 5 штук, Т-4 — 5 шт., Т-3 — 2 шт., бронетранспортёров — 7 шт., противотанковых орудий — 6 шт., пулемётных точек — 4, повозок с лошадьми — 28, пехоты — до 3 взводов.
В 20:00 танковая группа предприняла прорыв из окружения и к 22:00 после огневого боя вышла в расположение советских войск, потеряв 1 СУ-122 (сгорела).

В 1943 году было безвозвратно потеряно 350 СУ-122. На 1 января 1944 в РККА числились 286 установок, из них на фронте 194, а к 1 января 1945 года, соответственно 241 и 100. К маю 1946 их осталось всего 53 в войсках и 92 на ремонтных заводах. 
В конце 1943 — начале 1944 года СУ-122 ещё сравнительно активно применялись на Калининском и Белорусском фронтах, тогда как на Украине имевшиеся СУ-122 были уже выведены из строя. Но уже в апреле 1944 года СУ-122 стали редкими машинами в советском парке бронетехники, а до конца войны уцелели единичные самоходки этого типа, которые, тем не менее, приняли участие в Берлинской битве — так, в составе 4-й гвардейской танковой армии на 15 апреля 1945 года имелось две СУ-122, в составе 7-го гвардейского механизированного корпуса на ту же дату — пять таких САУ, две из которых позднее были потеряны от поражения фаустпатронами в ходе уличных боёв в Бауценской операции.
Незначительное количество СУ-122 было захвачено и немецкими войсками, присвоившими им обозначение StuG SU122(r) и использовавшими впоследствии в боях.

## На вооружении
- СССР.
- Нацистская Германия — незначительное число трофейных машин как StuG SU122(r)[40].

## Оценка проекта
В модельном ряду советских САУ СУ-122 была одним из первых крупносерийных образцов совершенно нового рода войск — самоходной артиллерии (небольшое количество импровизированных САУ первого года войны вроде ЗИС-30 или СУ-76П применялись в составе танковых бригад ряда фронтов). Поскольку главным и ультимативным требованием при её разработке была максимальная скорость создания и постройки, то применённые для его достижения частные компоновочные и технические решения не имели альтернатив. В основном это относится к использованию уже готового верхнего станка полевой гаубицы М-30 на тумбовой установке, следствием которого стали теснота в боевом отделении и необходимость двух наводчиков вследствие разнесённых по разные стороны ствола маховиков горизонтальной и вертикальной наводки. Для полевого орудия эта особенность, равно как и большая длина отката вообще не играют сколь-нибудь существенной роли в оценке его боевых и эксплуатационных свойств, но простое совмещение в конструкции СУ-122 двух хороших в своей области решений (ствольной группы М-30 и базы Т-34) привело к большому списку официально запротоколированных недостатков. И сразу же по ходу создания стала очевидной необходимость разработки специализированных орудий для установки в САУ, а также некоторая адаптация танкового шасси под эту задачу. Всё это было сделано впоследствии конструкторами УЗТМ и завода № 9 в процессе совершенствования конструкции СУ-122 и разработке на её базе новой САУ СУ-85.
Несмотря на недостатки, СУ-122 оказалась востребована. Уже в первых боях было получено большое количество положительных отзывов от стрелковых частей, которые поддерживали 1433-й и 1434-й САП. Выбранная схема общей компоновки в дальнейшем позволила усилить как бронирование, так и вооружение машины вплоть до установки мощной 122-мм пушки Д-25С. Поэтому СУ-122 может быть названа удачной и востребованной самоходкой, что дополнительно подтверждается просьбами фронтовых командиров уже после её снятия с производства выделить им именно СУ-122 для выполнения боевых задач по прорыву вражеской обороны.

### Вооружение
Для средней по массе САУ класса штурмовых орудий, предназначенной для качественного усиления танковых и стрелковых частей, огневая мощь СУ-122 была вполне адекватной поставленным перед ней задачам. 122-мм осколочно-фугасный снаряд был действенным средством против открыто расположенной и укрытой в фортификационных сооружениях полевого типа живой силы противника. Фугасное действие 122-мм снаряда позволяло разрушать не только мощные деревянно-земляные укрепления, но и долговременные железобетонные фортификации или прочные здания капитальной постройки в городских боях, хотя и с меньшей эффективностью. И то, и другое было уже вне возможностей танковых и самоходных пушек калибром до 85 мм включительно. На близких дистанциях против сильнобронированных целей, таких как тяжёлые танки и САУ, бронированные колпаки, башни и прикрытия амбразур ДОТов, с успехом мог применяться кумулятивный снаряд. Однако несмотря на практически отсутствующую для этого типа боеприпасов зависимость бронепробиваемости от дистанции до цели, большое рассеивание кумулятивных снарядов у гаубицы М-30 делало приемлемой вероятность попадания только на расстоянии ближе 300 м. Поэтому эффективно использовать против танков СУ-122 можно было в условиях боя в населённом пункте или из засады. В 1943 году на повестке дня стоял вопрос о борьбе с тяжёлыми немецкими танками на дистанциях порядка 1 км и более, что и стало причиной снятия с производства СУ-122, несмотря на все её преимущества в других областях боевого применения.
Серьёзной слабостью у СУ-122 было отсутствие пулемёта. Хотя самоходки по тактическим планам должны были вести бой во втором эшелоне боевых порядков атакующих танков или пехоты, в реальном сражении высока вероятность наткнуться на пропущенную первым эшелоном группу вражеских пехотинцев. Кроме того, достаточно часто, особенно в 1943—1944 годах, практиковалось использование СУ-122 как безбашенных танков в первых эшелонах боевых порядков, где важность наличия пулемёта трудно переоценить. Без прикрытия со стороны своей пехоты СУ-122 была практически беззащитна в ближнем бою и легко могла быть уничтожена противотанковой гранатой (ручной или из гранатомёта). Особенно остро этот недостаток ощущался в боях в населённых пунктах, где соприкосновение с противником бывает весьма плотным и к перечисленным опасностям добавляется сбрасывание противотанковых мин с верхних этажей зданий.

### Защищённость
По состоянию на момент разработки (октябрь 1942 года) уровень броневой защиты СУ-122 был адекватен наиболее распространённым противотанковым средствам противника, но даже при обстреле фронтального сектора уже не мог обеспечить надёжной защиты от их новых образцов. Бронирование самоходки обеспечивало удовлетворительную защиту только от огня лёгких 37-мм противотанковых орудий, сильно наклонённая (55° относительно нормали к опорной плоскости) 45-мм лобовая бронеплита могла выдержать попадание 50-мм калиберных бронебойных снарядов немецких танковых и противотанковых пушек. Подкалиберные 37-мм и 50-мм снаряды, способные уверенно пробить на дистанциях ближе 500 м лобовую бронеплиту СУ-122, были в вермахте в достаточно сильном дефиците, а их заброневое действие было недостаточным. В течение 1942 года удельный вес 37-мм и 50-мм противотанковой артиллерии в вермахте был ещё достаточно высоким, но, сознавая слабость этих орудий, немцы активно вводили в действие новую 75-мм пушку PaK 40. Новые модификации немецких танков PzKpfw IV и штурмовых орудий StuG III также получили сходные с ней по баллистике 75-мм орудия. 75-мм калиберные бронебойные снаряды этих пушек легко пробивали бронирование СУ-122 практически с любой дистанции и с любого ракурса (по советским данным 75-мм немецкий калиберный бронебойный снаряд PaK 40 пробивал 90 мм литую броню под углом 30° к нормали на дистанции ближе 800 м). Поскольку первый бой СУ-122 приняли в феврале 1943 года, а в значительных количествах стали применяться с лета 1943 года, когда численность 75-мм пушек в вермахте ещё больше увеличилась, то их броневая защита на период активного применения уже не отвечала требованиям времени.

### Подвижность
Так как ходовая часть СУ-122 была полностью идентична ходовой части Т-34 и имела приблизительно ту же массу, она имела те же показатели подвижности, что и базовый танк. Поскольку подвижность Т-34 считалась хорошей для всех стоящих перед средним танком задач, СУ-122 не стесняла на марше танковые части и подразделения с вооружением из «тридцатьчетвёрок». Дополнительным плюсом было упрощение работы снабженцев и ремонтников ввиду одинаковой номенклатуры запасных деталей для моторно-трансмиссионной группы, ходовой части и горюче-смазочных материалов, нужных при ремонте и техническом обслуживании Т-34 и СУ-122. С другой стороны, СУ-122 имела весь набор недостатков ходовой части, что и Т-34 — шумность при движении, «проседание» пружинных узлов подвески типа Кристи, некомфортное для экипажа «жёсткое» поведение машины на неровной поверхности, а также большие усилия на рычагах управления.

### Аналоги
Во время Второй мировой войны работы над самоходно-артиллерийскими установками класса штурмовых орудий велись в нескольких странах, но наибольшее развитие такие машины получили в СССР и Германии.
В Великобритании их роль играли специализированные танки «близкой поддержки» (англ. close support) — модификации «Матильды», «Черчилля», «Крусейдера», «Кромвеля», вооружённые 76-мм или 95-мм гаубицами вместо штатных пушек, что было сходно с довоенной советской концепцией «артиллерийского танка». Некоторым аналогом СУ-122 в британской армии можно считать САУ Bishop, представляющую собой установку 25-фунтовой (88-мм) гаубицы-пушки на шасси пехотного (лёгкого по отечественной классификации) танка «Валентайн». Но достаточно полного сходства не было — английская самоходка была значительно легче, сильно уступала советской по калибру орудия, но при этом имела значительно бо́льшие габариты по высоте. В тактическом плане САУ Bishop имела тяготение к выполнению функций самоходной гаубицы, несмотря на очень малый максимальный угол возвышения своего орудия в 15° для такого применения.
В США также использовались танки поддержки M4A3 (105) на базе M4 со 105-мм гаубицами, а также «штурмовые танки» M8 с 75-мм гаубицами на базе лёгкого танка M5. Некоторым аналогом СУ-122 можно считать самоходную гаубицу M7 на базе средних танков M3 и M4. Данная САУ оснащалась низкой, открытой сверху рубкой, имевшей лишь противопульное бронирование, имела меньшие по сравнению с советской самоходкой массу и калибр орудия, но выгодно отличалась наличием крупнокалиберного пулемёта. Однако в отличие от советского штурмового орудия СУ-122 и как британские аналоги Bishop и Sexton, САУ M7 использовались чаще как самоходные гаубицы, хотя их максимальный угол возвышения орудия в 35° тоже не отвечал полностью требованиям для навесной стрельбы.

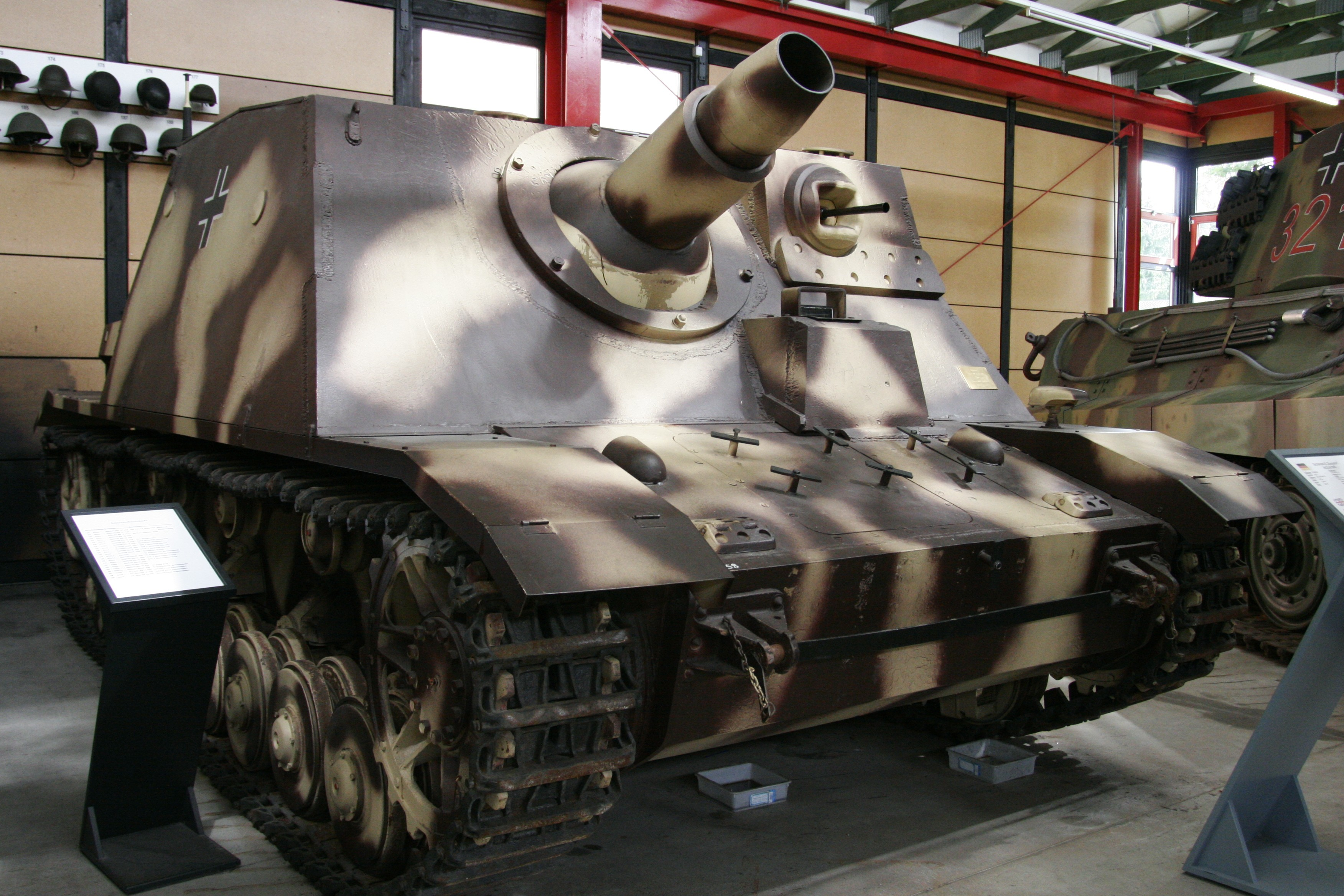
Штурмовой танк Sturmpanzer IV «Brummbär»

Среди немецкой бронетехники наиболее близкими к СУ-122 образцами были самоходные установки StuH 42 и Sturmpanzer IV «Brummbär» («Бруммбэр»). Первая машина, на базе среднего танка PzKpfw III, вооружалась 105-мм гаубицей leFH 18, вторая, на базе PzKpfw IV, — тяжёлым 150-мм пехотным орудием sIG 33. СУ-122 по своей огневой мощи находится посередине между ними, превосходя StuH 42 и уступая «Бруммбэру». Все эти машины имели раздельное заряжание своих орудий и приблизительно равную скорострельность от 2 до 4 выстрелов в минуту. По толщине брони во фронтальной проекции советская самоходка уступает немецким аналогам (45 мм против 80 и 100 мм соответственно), но это несколько сглаживается больши́м наклоном лобовой бронеплиты, для малокалиберных снарядов приведённая к нормали толщина варьируется от 65 до 90 мм. Бортовое бронирование у СУ-122 было несколько толще, чем у обеих немецких машин. И СУ-122, и StuH 42 обладали низким силуэтом, который затруднял обнаружение и прицеливание противнику, но платой за это в обоих случаях была крайняя стеснённость боевого отделения и обе самоходки имели проблемы с его вентиляцией. Более просторная рубка «Бруммбэра» улучшала условия работы его экипажа, но вследствие своей большой высоты была трудномаскируемой и хорошо заметной на поле боя. По показателям подвижности СУ-122 несколько превосходит оба немецких аналога.
В Италии некоторым аналогом СУ-122 можно считать вооружённую 105-мм орудием САУ Semovente M43 da 105/25 на специализированном шасси, созданном на базе узлов среднего по итальянской классификации танка M15/42. Итальянская самоходка уступала советской по огневой мощи орудия и численности экипажа, но была почти в два раза легче и существенно ниже, имея при этом близкое фронтальное (75 мм без наклона) и бортовое бронирование. В Японии близкие функции выполняла САУ «Хо-Ни II» на базе танка «Чи-Ха»; данный образец бронетехники был намного легче СУ-122, имел открытую рубку, слабое бронирование (20—25 мм) и менее мощное вооружение (105-мм гаубица с максимальным углом возвышения 22°). Ещё одна САУ на базе танка «Чи-Ха», вооружённая 150-мм гаубицей самоходка «Хо-Ро», конструктивно сильно тяготела к самоходным гаубицам, несмотря на недостаточный угол возвышения орудия в 30°.

## Сохранившиеся экземпляры
До настоящего времени сохранился лишь один экземпляр СУ-122, представленный в экспозиции Бронетанкового музея в Кубинке. 
В Музее военной техники в г. Верхняя Пышма Свердловской области находится СУ-122 восстановленная из тягача, который находился в Сертолово.https://tankist-31.livejournal.com/159451.html

## СУ-122 в сувенирной и игровой индустрии

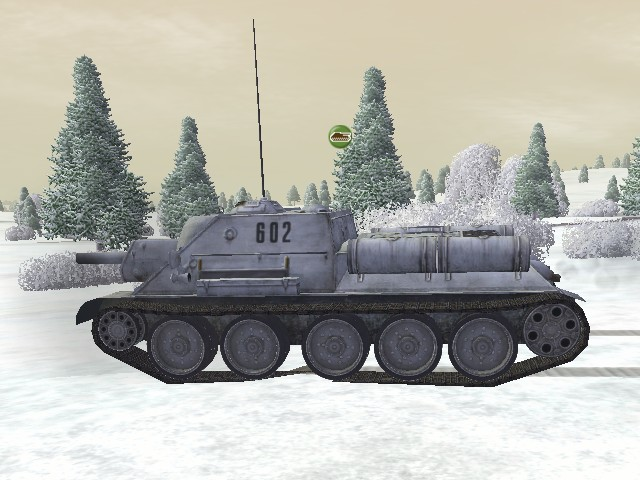
Самоходно-артиллерийская установка СУ-122 в компьютерной военной игре «Вторая мировая»

В модельной индустрии СУ-122 представлена довольно слабо. Масштабные модели СУ-122 выпускались рядом производителей в различных масштабах. В масштабе 1:35 доступной на рынке является модель СУ-122 фирмы «Tamiya», но она имеет ряд несоответствий прототипу, в 2016 г. Украинская фирма MiniArt выпустила модель СУ-122 с интерьером. Также в масштабе 1:72 модель СУ-122 выпускается фирмой UM. Существуют также наборы для постройки бумажной модели-копии СУ-122 в масштабе 1:25. В ряде изданий модельной и военно-исторической направленности также публиковались чертежи для самостоятельной постройки модели. В 2020 году отечественным производителем пластиковых сборных моделей фирмой «Звезда» была выпущена СУ-122 в масштабе 1:35.
В компьютерно-игровой индустрии СУ-122 представлена в ряде программных продуктов, например, военной игре «Вторая мировая», получившей высокие оценки критиков за реалистичность или же «War Thunder». В стратегиях реального времени «Блицкриг», «Блицкриг II», «Close Combat III: The Russian Front», его ремейке «Close Combat: Cross of Iron» и в игре «Sudden Strike 3: Arms For Victory». В массовой многопользовательской онлайн-игре «World of Tanks» СУ-122 получается при установке гаубицы М-30C на СУ-85, хотя называться она будет по-прежнему. Отражение тактико-технических характеристик СУ-122 и особенностей её применения в бою в компьютерных играх часто весьма далеко от реальности.